# Clinopodium thymifolium
L'issopo del Carso (Clinopodium thymifolium (Scop.) Kuntze) è una pianta della famiglia delle Lamiaceae (o Labiatae).

## Descrizione
Molto simile al timo serpillo, ma a differenza di questo si espande molto velocemente, risultando anche più rustica e capace di mantenere il fogliame sempreverde e di un bel verde scuro lucido.